# Championnat d'Inde de football 2004-2005
Navigation
Saison suivante Saison suivante
La saison 2004-2005 du Championnat d'Inde de football est la neuvième édition du championnat national de première division indienne. Les douze meilleurs clubs du pays prennent part au championnat organisé par la fédération. Les équipes sont regroupées au sein d'une poule unique, où elles rencontrent leurs adversaires deux fois, à domicile et à l'extérieur. À l'issue du championnat, les quatre derniers du classement sont relégués et remplacés par les deux meilleurs clubs de deuxième division, afin de faire passer le championnat de 10 à 12 équipes, une décision prise par la fédération indienne alors que le championnat était terminé.
C'est le club de Dempo SC qui remporte la compétition après avoir terminé en tête du classement final, avec deux points d'avance sur Sporting Clube do Goa et quatre sur le double tenant du titre, Kingfisher East Bengal. C'est le tout premier titre de champion d'Inde de l'histoire du club.

## Les clubs participants
| - JCT Mills - Kingfisher East Bengal - Salgaocar SC - Vasco Sports Club - Fransa FC - Promu de D2 - Sporting Clube do Goa | - State Bank of Travancore - Promu de D2 - Dempo SC - Churchill Brothers SC - Mahindra United - Mohun Bagan - Tollygunge Agragami |

## Compétition
Le classement est établi sur le barème de points classique (victoire à 3 points, match nul à 1, défaite à 0).

### Classement
| Rang | Équipe                     | Pts | J  | G  | N  | P  | Bp | Bc | Diff |
| ---- | -------------------------- | --- | -- | -- | -- | -- | -- | -- | ---- |
| 1    | Dempo SC                   | 47  | 22 | 14 | 5  | 3  | 28 | 17 | +11  |
| 2    | Sporting Clube do Goa      | 45  | 22 | 14 | 3  | 5  | 46 | 23 | +23  |
| 3    | Kingfisher East Bengal T   | 43  | 22 | 13 | 4  | 5  | 34 | 16 | +18  |
| 4    | Mahindra United C          | 35  | 22 | 8  | 11 | 3  | 29 | 21 | +8   |
| 5    | Fransa FC P                | 30  | 22 | 8  | 6  | 8  | 24 | 26 | -2   |
| 6    | Salgaocar SC               | 28  | 22 | 7  | 7  | 8  | 26 | 24 | +2   |
| 7    | JCT Mills                  | 28  | 22 | 7  | 7  | 8  | 19 | 19 | 0    |
| 8    | Mohun Bagan                | 23  | 22 | 5  | 8  | 9  | 16 | 19 | -3   |
| 9    | Churchill Brothers SC      | 23  | 22 | 5  | 8  | 9  | 23 | 33 | -10  |
| 10   | Vasco Sports Club          | 20  | 22 | 5  | 5  | 12 | 25 | 37 | -12  |
| 11   | State Bank of Travancore P | 18  | 22 | 4  | 6  | 12 | 24 | 34 | -10  |
| 12   | Tollygunge Agragami        | 17  | 22 | 3  | 8  | 11 | 20 | 45 | -25  |

|  | Qualification pour la Coupe de l'AFC 2006                                        |
|  | Relégation directe en deuxième division                                          |
|  | T: Tenant du titre P: Promu de deuxième division C: Vainqueur de la Coupe d'Inde |

## Bilan de la saison
| Championnat d'Inde de football 2004-2005                        |                          |
| Champion                                                        | Dempo SC (1er titre)     |
| Coupes et trophées                                              |                          |
| Vainqueur de la Coupe d'Inde 2004-2005                          | Mahindra United          |
| Qualifications continentales                                    |                          |
| Coupe de l'AFC 2006                                             | Dempo SC                 |
| Coupe de l'AFC 2006                                             | Mahindra United          |
| Promotions et relégations                                       |                          |
| Promus en Championnat d'Inde de football                        | Mohammedan SC            |
| Promus en Championnat d'Inde de football                        | Air India Club           |
| Relégués en Championnat d'Inde de football de deuxième division | Churchill Brothers SC    |
| Relégués en Championnat d'Inde de football de deuxième division | Vasco Sports Club        |
| Relégués en Championnat d'Inde de football de deuxième division | State Bank of Travancore |
| Relégués en Championnat d'Inde de football de deuxième division | Tollygunge Agragami      |